# Histoire des Juifs au Kurdistan

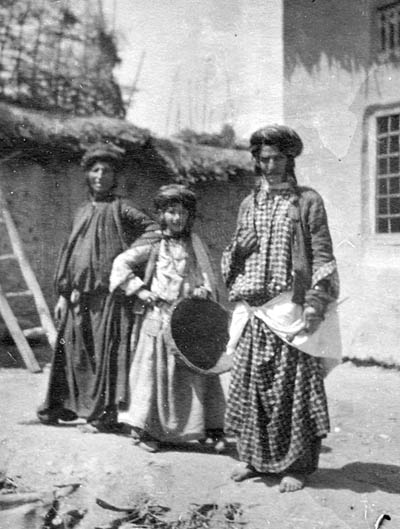
Femmes juives du Kurdistan à Rawanduz dans le nord de l'Irak en 1905.

Les Juifs Kurdes ou Juifs du Kurdistan (hébreu : יהודי כורדיסתאן ou Kurdim; kurde : Kurdên cihû) sont les membres des communautés juives qui ont habité, à différentes époques depuis l'Antiquité, dans la région actuellement connue sous le nom de Kurdistan ainsi qu'en Azerbaïdjan iranien. Avant leur départ en masse pour Israël dans les années 1950, ils formaient une population de 25 000 personnes réparties dans plus de 200 villes et villages de la zone.

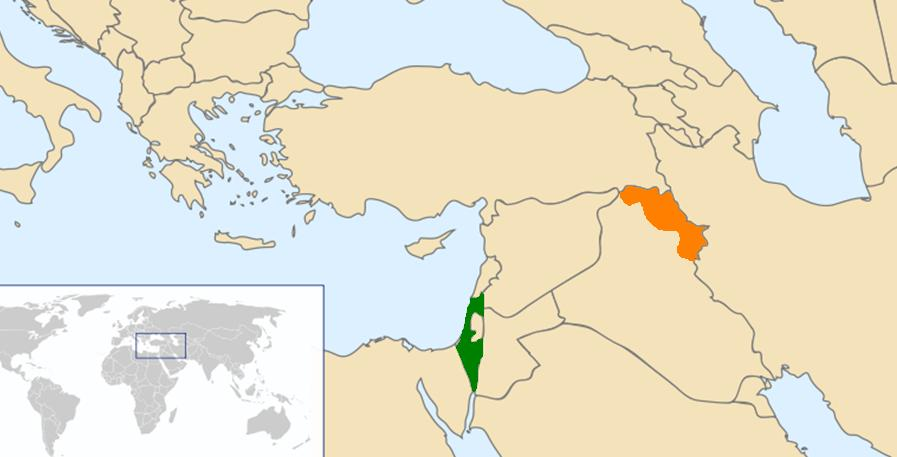
Localisation du Kurdistan irakien et d'Israël

## Antiquité
La tradition orale des Juifs du Kurdistan indique qu'ils sont les descendants des Juifs exilés après la conquête assyrienne du Royaume d'Israël pendant le VIIIe siècle av. J.-C., se fondant sur le livre d’Isaïe « ceux qui étaient perdus au pays d’Assur » (Isaïe 27:13), et le deuxième livre des Rois « le roi d'Assyrie prit Samarie ; et emmena Israël captif en Assyrie. Il leur assigna pour séjour Hala, les rives du Habor, fleuve de Gosan, et les villes des Mèdes. » (Rois II 17:6). Certains chercheurs indiquent que cette tradition contient une part de vérité historique et que les Juifs du Kurdistan sont au moins pour partie issus de cet exil.
Au Ier siècle de l'ère chrétienne, la maison royale d'Adiabene, dont la capitale est Arbil (araméen : Arbala ; kurde : Hewlêr), est convertie au judaïsme, de même qu'une part considérable de ses sujets kurdes. Le roi Monobazes, sa reine Hélène, et son fils et successeur Izatès II, semblent avoir été les premiers convertis.

## Moyen Âge

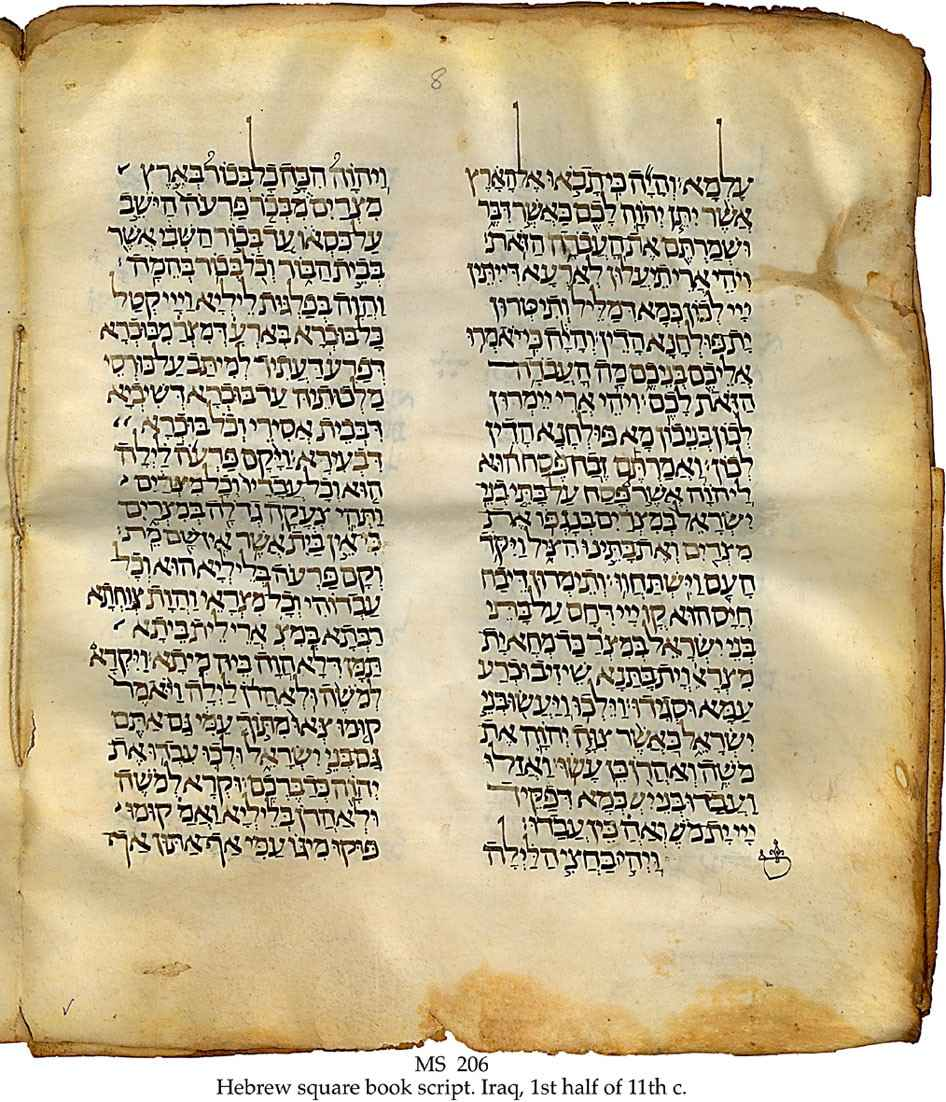
Targoum (traduction de la bible en araméen) du XIe siècle, retrouvé dans une genizah au Kurdistan irakien

Bien que les académies talmudiques de Babylonie soient relativement proches du Kurdistan, on ne trouve que très peu de références à ces Juifs dans le Talmud de Babylone rédigé au Ve siècle de l'ère commune ; la seule ville kurde qui y est mentionnée est Erbil. En raison de l'isolement des montagnes du Kurdistan par rapport à la plaine mésopotamienne, les contacts entre les deux entités géographiques sont à cette époque très réduits. Le fait que ces Juifs des montagnes aient parlé jusqu'au XXe siècle un dialecte araméen très proche de celui utilisé dans le Talmud de Babylone corrobore cependant l'hypothèse d'une implantation ancienne. L'araméen, lingua franca de l'empire perse est progressivement abandonné après les conquêtes arabes, il cesse d'être employé par les sages juifs à la fin de la période gaonique (vers l'an 1000) et ne subsiste que dans les montagnes kurdes.
Il semble que sous l'autorité des Seldjoukides qui règnent sur la région entre le milieu du XIe siècle et la fin du XIIIe siècle, les Juifs connaissent une période de prospérité. Les chroniques arabes sont muettes sur l'existence de ces communautés, ce qui peut s'expliquer par leur isolement, en revanche elles sont mentionnées par deux voyageurs juifs du XIIe siècle, Benjamin de Tudèle et Petahia de Ratisbonne qui ne pénètrent cependant pas dans la zone. Tous deux décrivent une population nombreuse et riche disposant de multiples synagogues où officient de non moins nombreux rabbins. Ils estiment qu'Erbil compte de 6 000 à 7 000 Juifs. Benjamin de Tudèle indique qu'il existe 100 sites de peuplement juif dans les montagnes kurdes. Il indique que 25 000 Juifs vivent à Amedi. Le chiffre semble très exagéré mais donne l'indice d'une implantation juive forte. Son récit le plus intéressant concerne David Alroi, guide messianiste dont il rapporte qu'il se serait révolté contre le roi des Perses et aurait projeté de délivrer les Juifs du Kurdistan de l'exil en les ramenant à Jérusalem.
On fait l'hypothèse qu'un grand nombre de Juifs fuient le Levant en raison des persécutions et par crainte de la venue des Croisés et viennent ainsi renforcer les communautés juives de Mésopotamie et des montagnes kurdes. La communauté de Mossoul jouit d'une certaine autonomie, son exilarque gère sa propre prison, la moitié des taxes que payent les Juifs lui est versée, l'autre moitié revenant au gouverneur.
Yehuda Alharizi, rabbin et poète d'Espagne qui visite le Kurdistan en 1230, note cependant un déclin spirituel des communautés. Il est impressionné par la splendeur des synagogues de Mossoul mais indique dans ses Maqâmat, genre de prose rythmée, que beaucoup de Juifs sont frustes et ignorants et que même les hazzanim (chantres), malgré toute leur superbe, font de nombreuses erreurs lorsqu'ils récitent les prières.
Aucune information concernant les Juifs du Kurdistan au XIIIe siècle et au XIVe siècle n'est connue. Le Proche-Orient connait à cette époque une période sombre en raison des dévastations causées par les invasions mongoles. Il est possible que pour fuir les troubles, les Juifs vivant dans les villes se soient enfoncés plus avant dans les montagnes kurdes, fondant de nouvelles communautés rurales.

## Domination ottomane

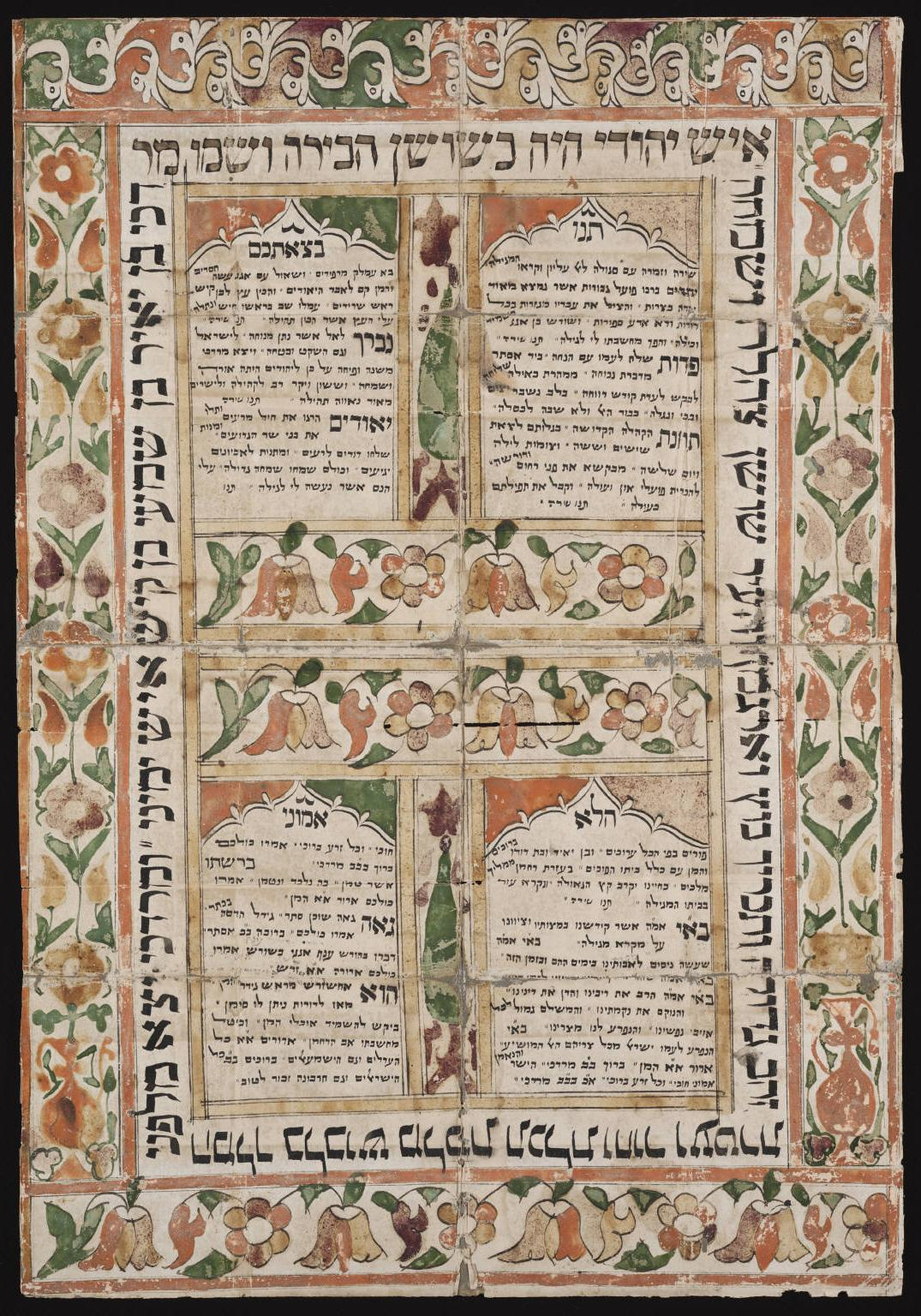
Poèmes de Pourim calligraphiés et enluminés selon la tradition kurde, milieu du XIXe siècle.

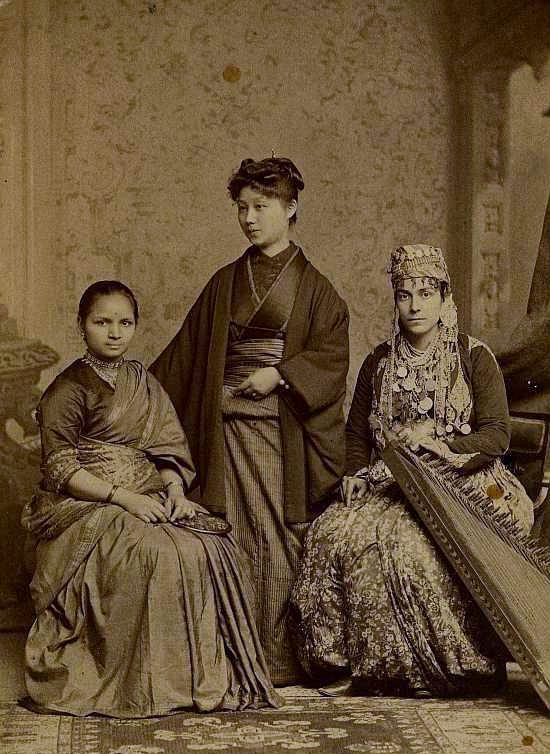
A droite, Sabat Islambooly, première femme juive kurde syrienne à obtenir un diplôme de médecin, Medical College of Pennsylvania, 1885

Les forces du sultan Soliman le Magnifique s'emparent de Bagdad en 1534 qu'ils prennent aux Perses séfévides, à partir de cette date, la majeure partie du Kurdistan se retrouve sous domination ottomane, et ce jusqu'au démantèlement de l'Empire à l'issue de la Première Guerre mondiale.
Pour la période du XVIe siècle, on a pour la première fois accès, en plus des descriptions des voyageurs, à des sources juives kurdes. Le Yéménite Zechariah al-Dahiri qui se rend dans la région à cette époque indique avoir trouvé à Erbil des Juifs éduqués avec qui il peut discuter de poésie et de la Kabbale.
Au XVIIe siècle, la famille Barzani s'illustre, cette lignée de rabbins fait construire des yechivot dans tout le Kurdistan ; ces centres d'étude juive attirent des élèves jusqu'en Égypte et dans le Yishouv en Palestine. Le rabbin Nathanael Barzani possède une collection de livres et manuscrits rares dont hérite son fils le rabbin Samuel. La fille de ce dernier, Asenath Barzani (1590-1670) se distingue par sa connaissance des textes religieux et finit par devenir rosh yeshiva à la mort de son mari. La lignée des Barzani va donner de nombreux rabbins et maîtres d'étude aux Juifs du Kurdistan mais aussi à l'ensemble des Juifs d'Irak jusqu'au XXe siècle.
À Nerwa et Amedi, à l'extrême nord de l'actuel Irak, des commentaires bibliques, des textes halakhique et des midrashim sont composés et copiés. Certains sont traduits en néo-araméen à l'usage de ceux qui ne maitrisent pas bien l'hébreu.
Les Juifs de Zaxo sont connus pour avoir été d'excellents conteurs, comblés de présents, et très respectés dans toute la région, grâce à une tradition orale unique. 
Durant le XVIIIe et le XIXe siècle, le Kurdistan connait une grande instabilité en raison de nombreux affrontements tribaux et de révoltes contre le pouvoir central. Ceci entraine un déclin général de la population des montagnes kurdes, y compris des communautés juives. Plusieurs communautés disparaissent comme c'est le cas dans les villes de Nerwa et Amedi.
Les réglementations sociales étaient différentes selon que les Juifs habitaient en zone urbaine ou rurale, sous la domination des aghass, les chefs de clan kurdes. En pratique, ils étaient des sujets des aghas et d'un statut inférieur à celui des musulmans.

## Période contemporaine

### Emigration
Jusqu'à leur émigration (alyah) quasi totale dans le cadre de l'opération Ezra et Néhémie vers Israël dans les années 1940 et au début des années 1950, les Juifs du Kurdistan vivent en tant que groupes ethniques fermés, parlant des dialectes néo-araméens non intelligibles par leurs voisins chrétiens assyriens dont les dialectes étaient pourtant issus de la même langue.
Souleimaniye, une ville du Kurdistan irakien, compte 300 familles juives et la grande majorité est venue en Israël en 1951, à l'exception de quelques femmes mariées à des hommes musulmans. Les Juifs du petit village agricole de Sondor découverts en 1934 par le voyageur Israel Ben Zion, constituent quelque cent familles qui émigrent toutes en Israël en 1951.
Les derniers Juifs du Kurdistan arrivent en Israël dans les années 1970.

### Reconnaissance par les autorités régionales
En 2011, le Gouvernement régional du Kurdistan reconnaît la minorité juive et lui accorde un représentant officiel.
Les autorités du Kurdistan irakien estiment en 2020 qu'environ 400 familles d'ascendance juive y vivent, mais elles sont officiellement de religion musulmane et pratiquent peut-être leur religion en secret.

## Langues
Les Juifs du Kurdistan parlaient divers dialectes néo-araméens : le hulaula (Kurdistan iranien), le lishán didán (Azerbaïdjan iranien), le lishanid noshan (Kurdistan irakien du Sud), le lishana deni (Kurdistan irakien du Nord).

## Villes
Les villes dans lesquelles vivaient des communautés kurdes étaient Akrai, Amedi, Arbil, Bana Saredashet, Berzan, BItnori, Cizre, Dohuk, Sanndag, Kermanshah, Kirkouk, Miandoab, Nirva/Nerwa, Ourmia, Qamishli, Rosh (près de Dohuk), Sablar, Sakhiz, Salmas, Sanliurfa, Sekiz, Sondor, Sulaymaniyah, Tevila, Zaxo.

## Gastronomie

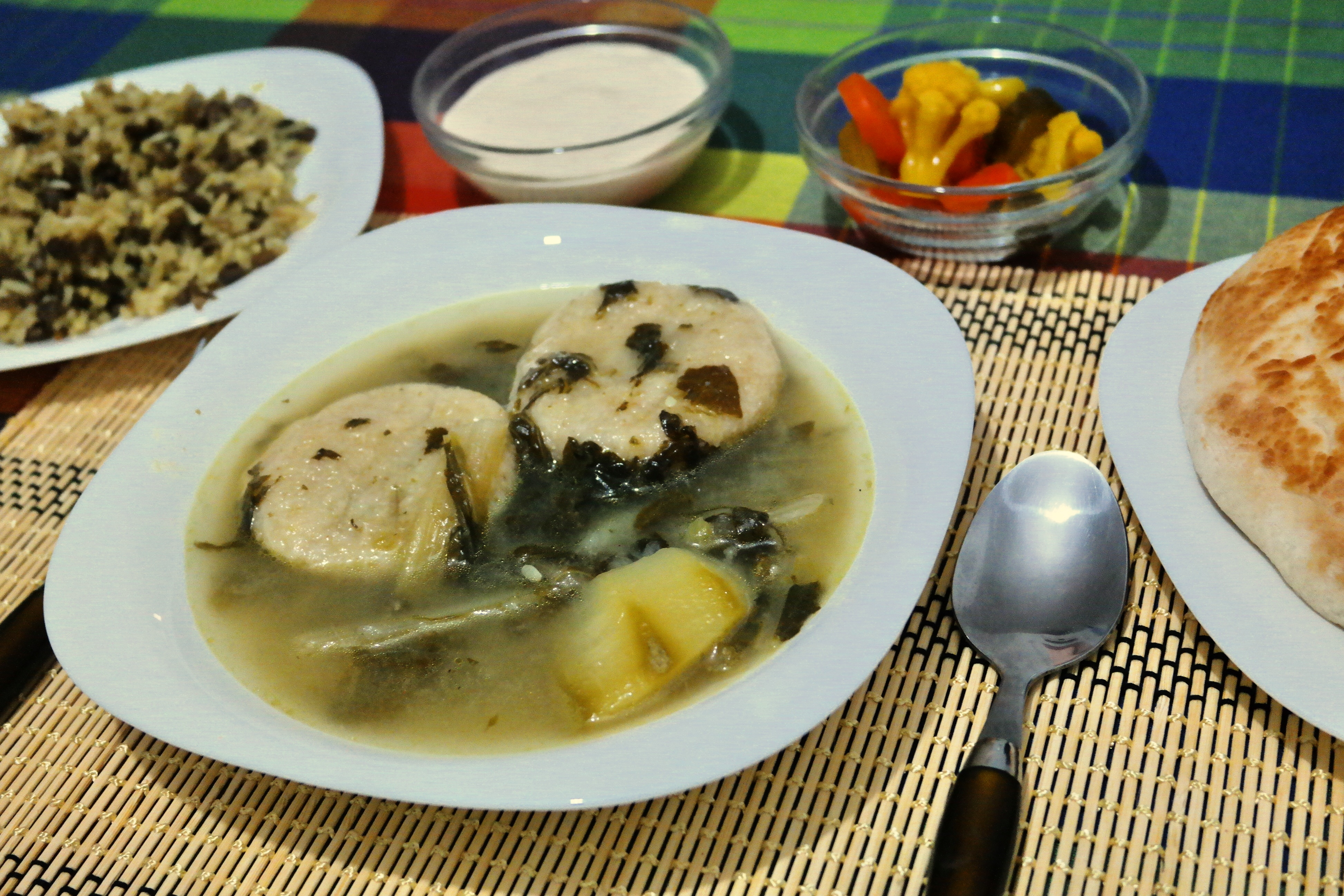
Soupe Kubbeh Hamusta avec mujaddara, pain pita, cornichons et tahini, habituellement mangée le vendredi par les Juifs kurdes et irakiens, surtout en automne et en hiver

Quelques spécialités juives kurdes :
- un assortiment froid de plats d'agneau et de poulet
- à l'occasion de fêtes, des cubes de poulet en hors-d'œuvre
- le plat préféré : yiprak, des feuilles de vigne farcies, boulettes de riz mélangées à des raisins secs et enveloppées dans des feuilles de vigne
- le kubbeh, plat à la viande frite ou parvée dans sa version sucrée
- le maboteth du shabath, sorte de cholent kishkah aux poulet, agneau, intestins de bœuf, blé, pois chiches, épices (repas mijoté du vendredi au samedi midi)
- des produits laitiers étaient consommés à Chavouot
- le katulai : boulette farcie
- le zachlawi (brandy), l'alubaluh (vieux vin fermenté à la cerise, sorte de cherry) comme boissons de fête

## Archéologie
Parmi les tombeaux juifs les plus importants au Kurdistan sont ceux des prophètes bibliques, tels que ceux de Nahum dans Alikush, de Jonas dans Nabi Yunis (l'antique Ninive), et de Daniel à Kirkouk. Il y a également plusieurs cavernes qui auraient été visitées par Elijah. Tous sont honorés par les Juifs encore aujourd'hui.

## Juifs d'origine kurde
Le quartier de Mahané Yehuda de Jérusalem est surnommé le « petit Kurdistan » en raison de la présence importante d'immigrés Juifs du Kurdistan. Les traditions kurdes comme la fête de Norouz sont toujours fêtées par les Juifs d'origine kurde en Israël.
Le chanteur Idan Amedi (en) est d'origine kurde et finit ses concerts par une chanson en kurde.

## Galerie

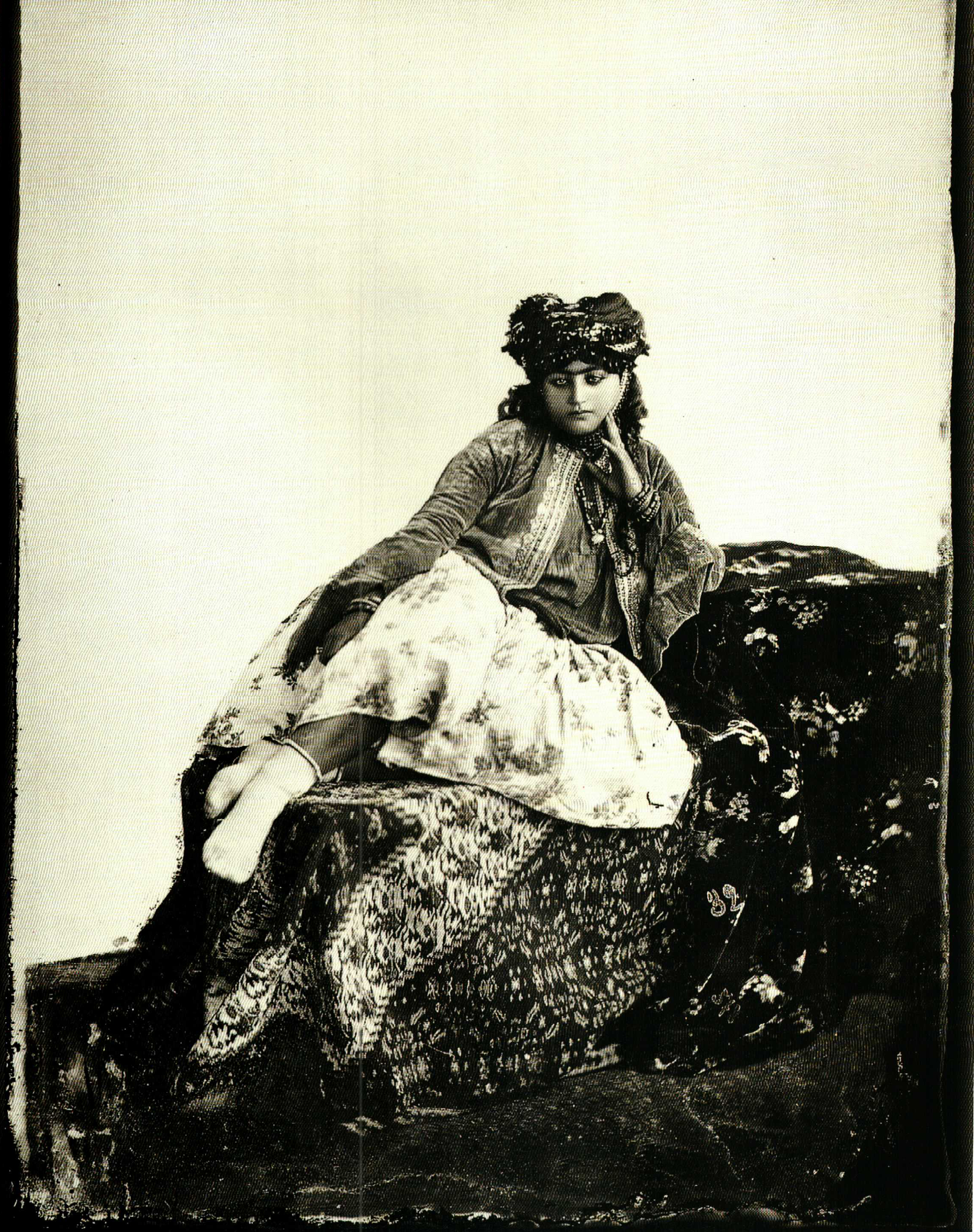
Femme juive d'un chef kurde (1890-95)
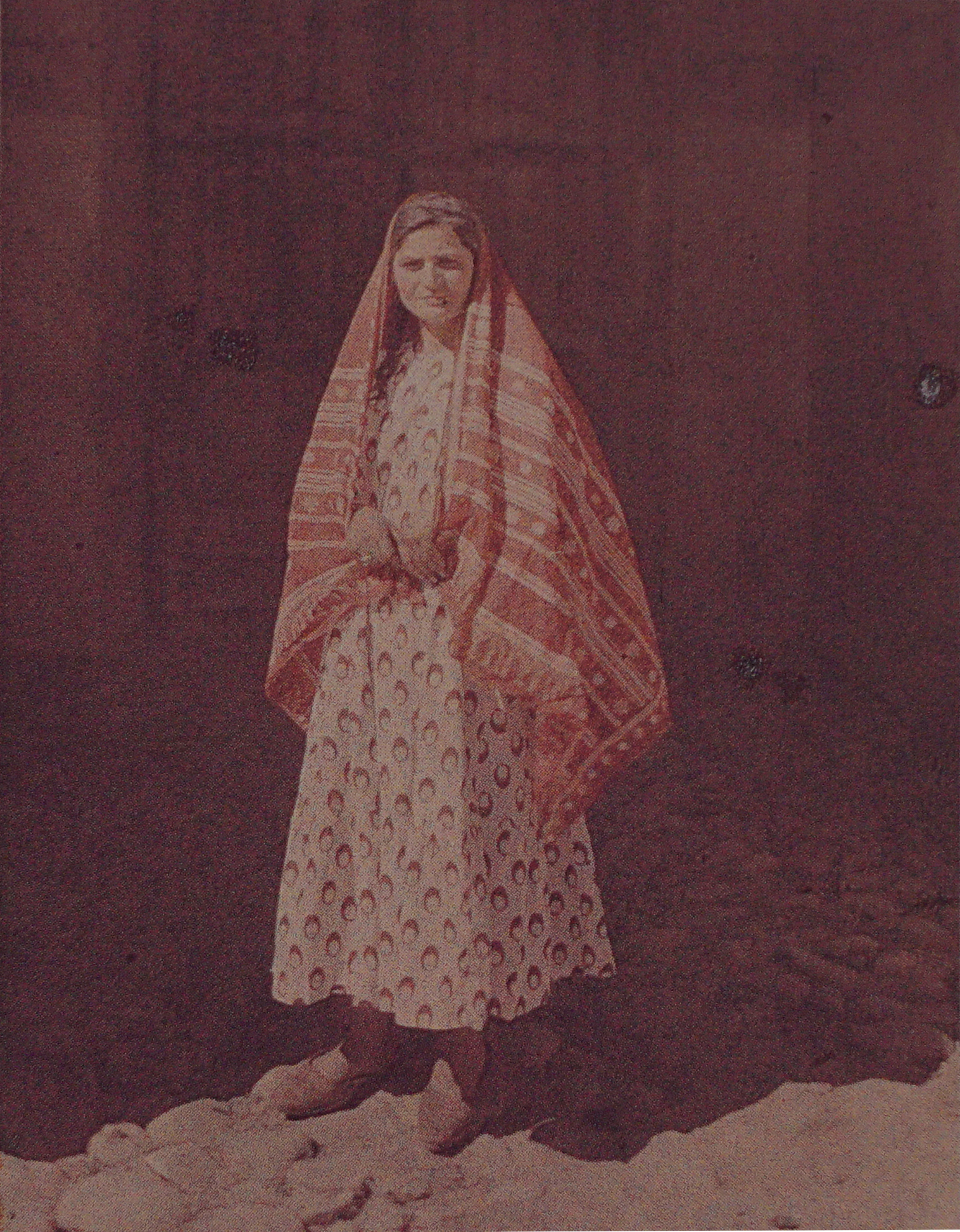
Juive kurde (v. 1910)
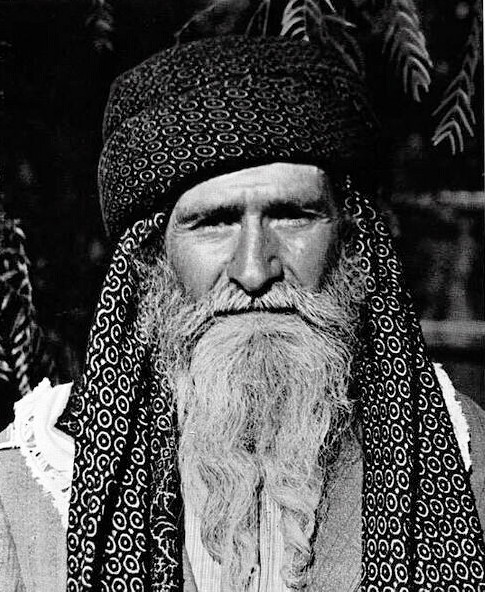
Juif kurde irakien (1930)
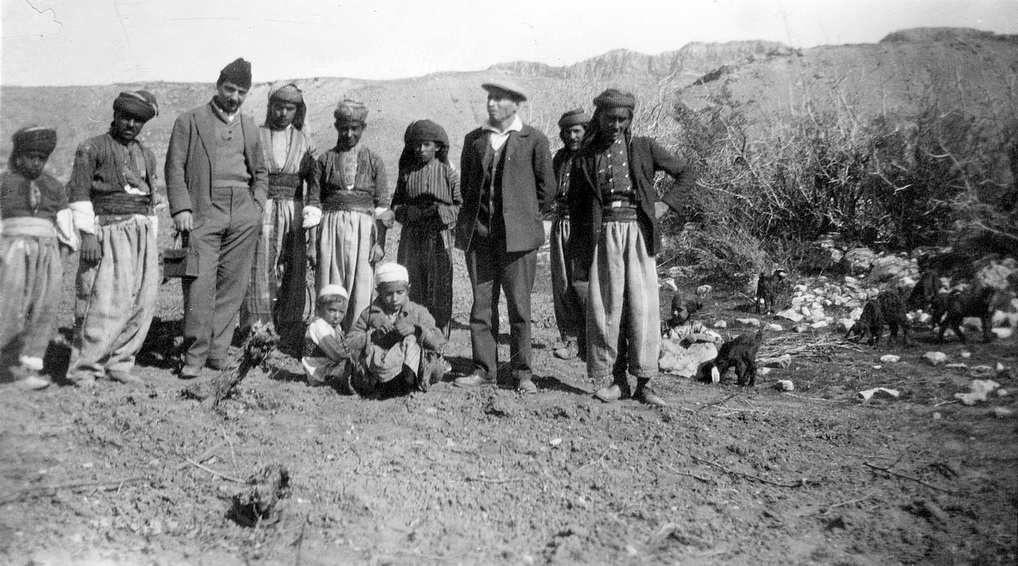
Découverte et rencontre de 102 Juifs kurde dans le village de Sindour, Kurdistan (1934)
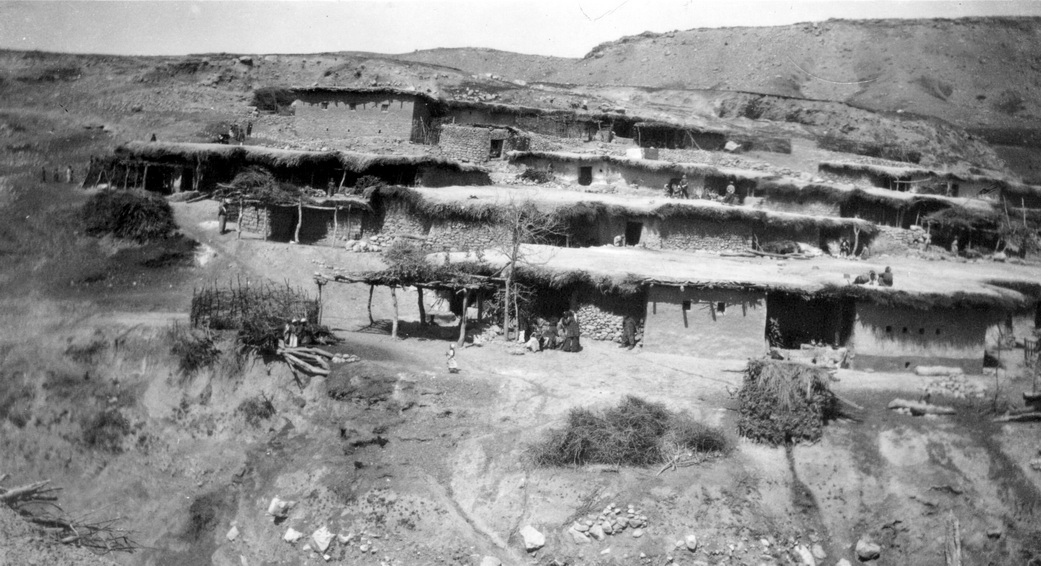
Maisons des Juifs kurdes de Sindour (1934)
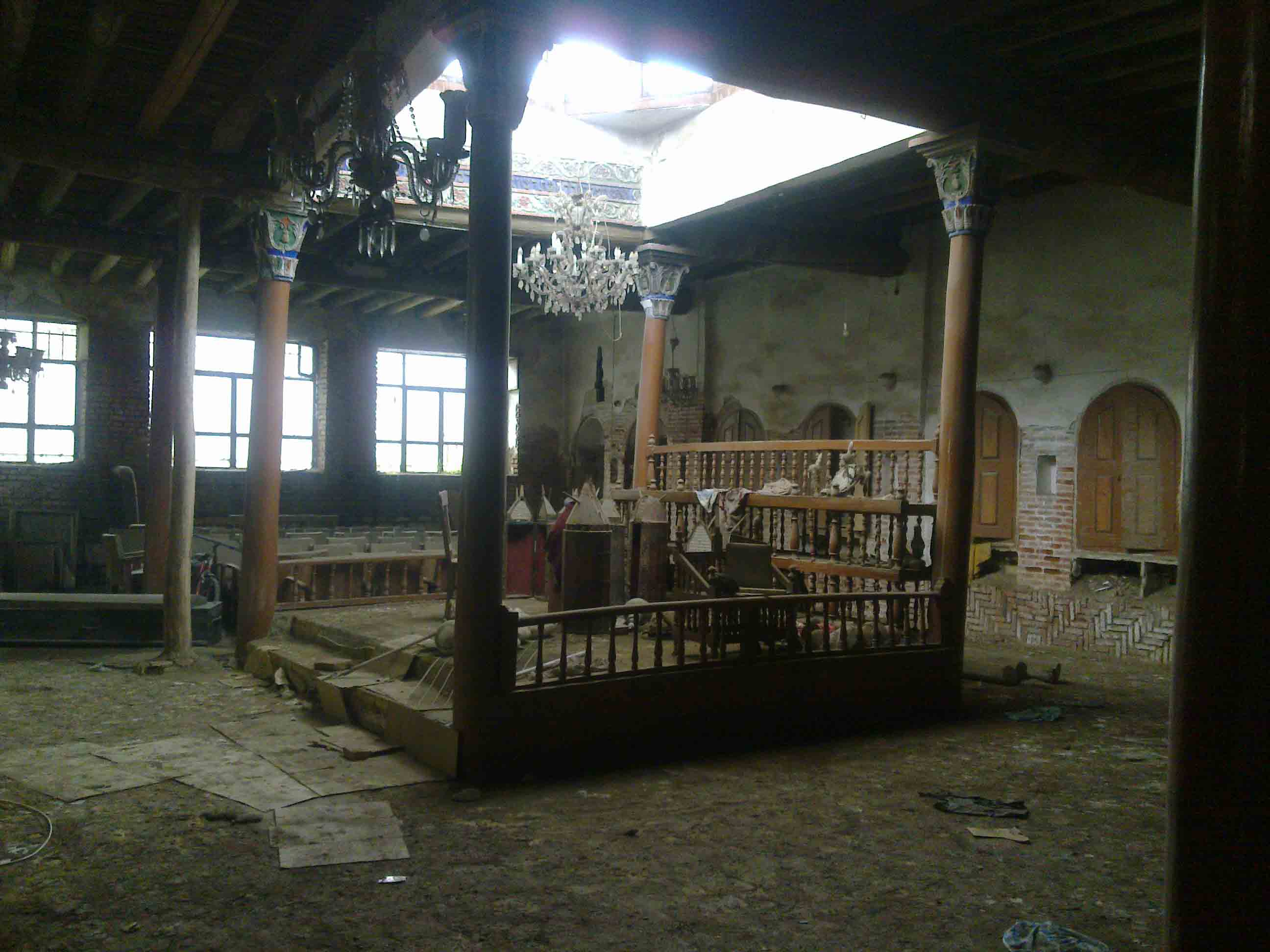
Synagogue d'Ourmia (2012)
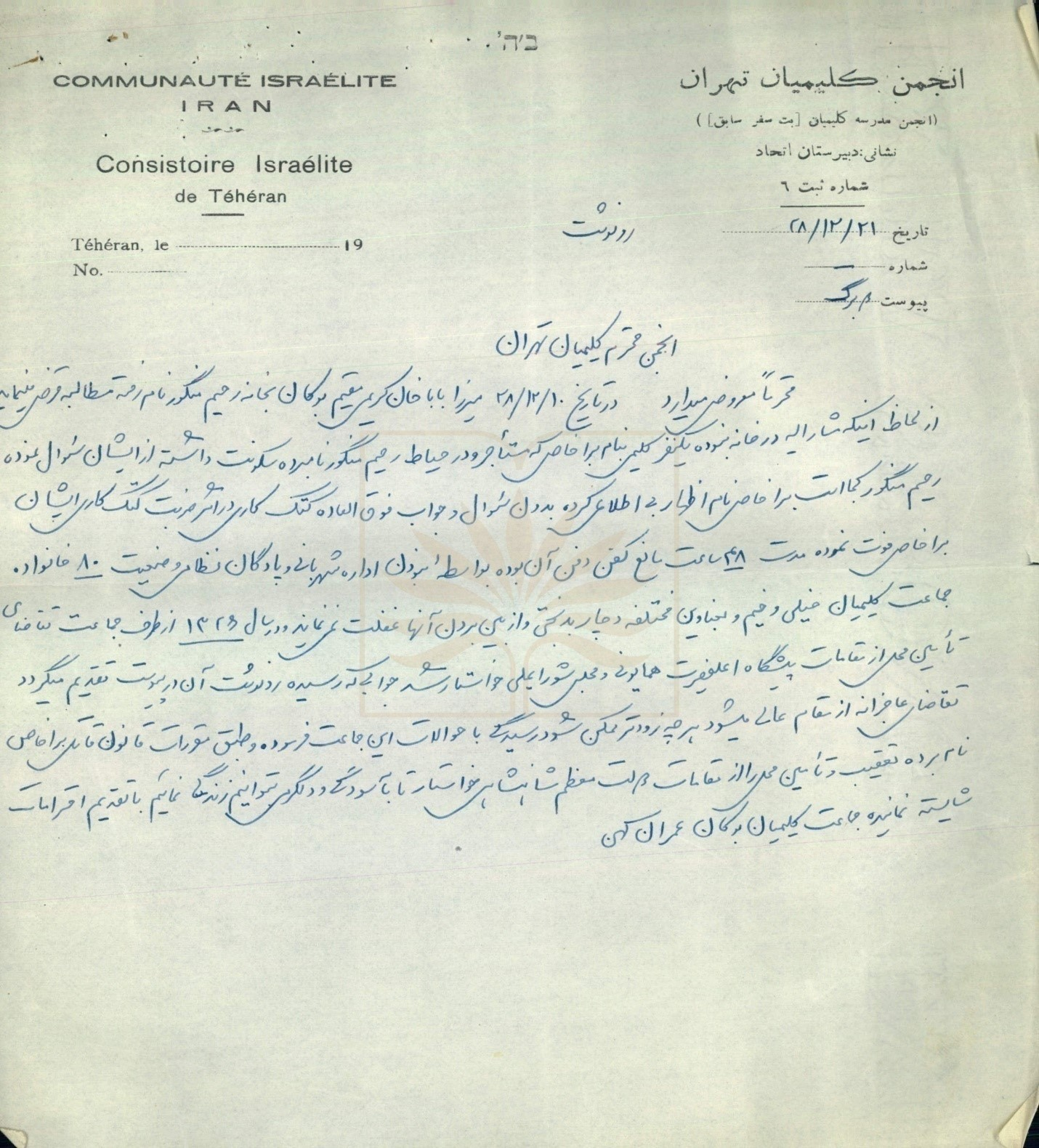
Rapport et demande de l'ancien représentant juif de Boucan, Consistoire israélite de Téhéran (en 1328, calendrier solaire)
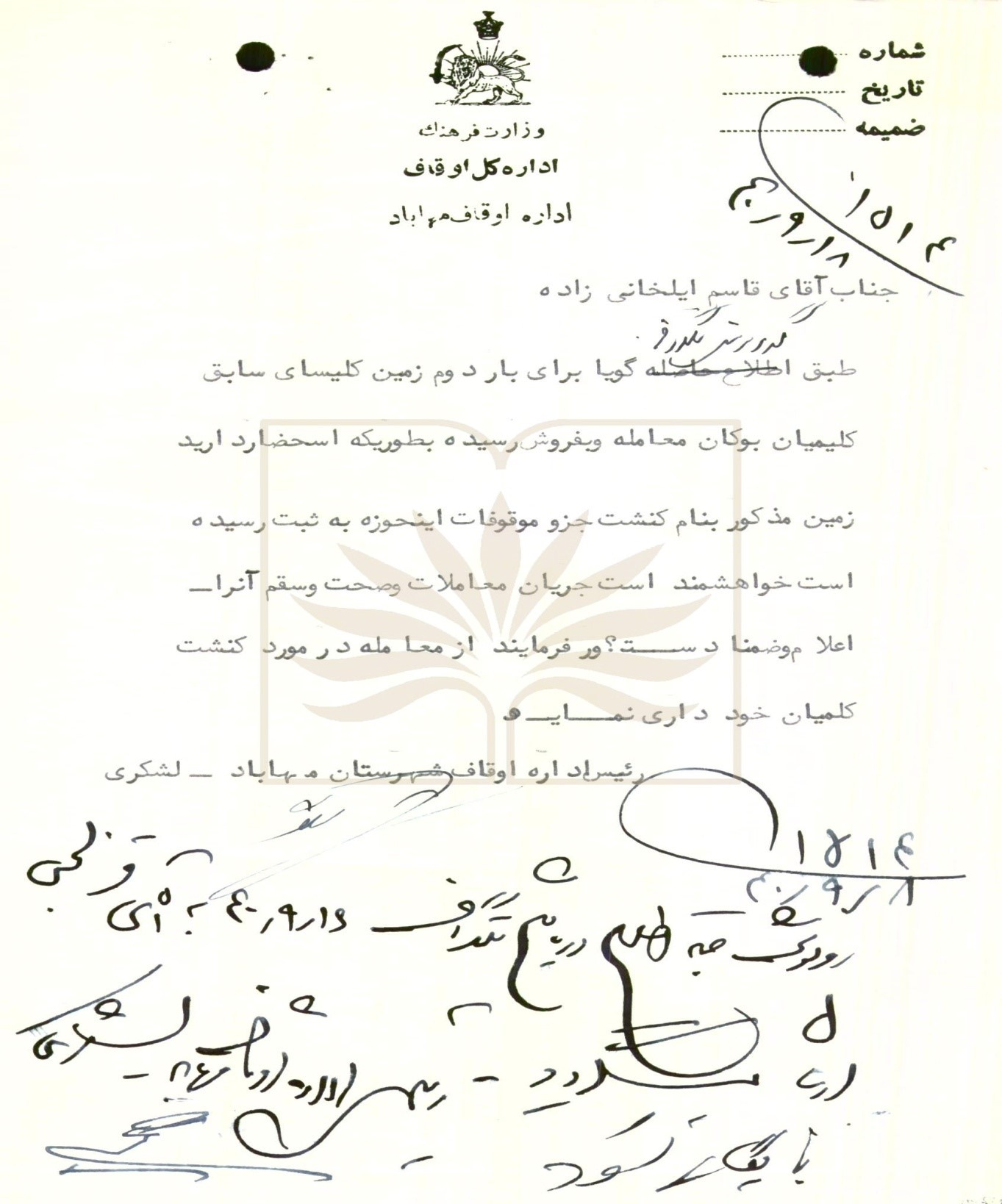
Lettre de dotation sur la synagogue de Boukan (en 1340, calendrier solaire)
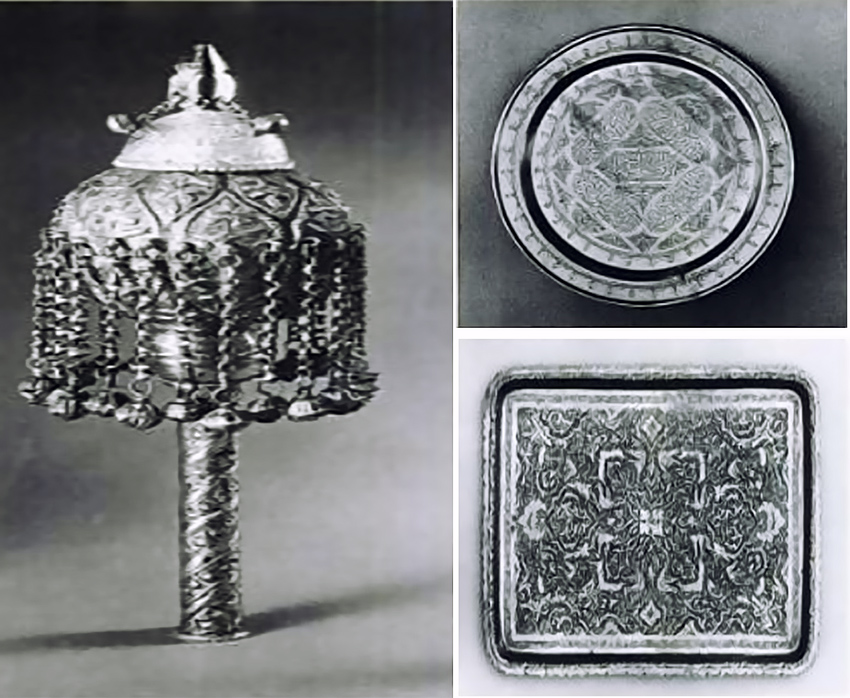
Couronne de Torah et judaica de Boukan, musée de Jérusalem, exposition de Ora Beeri-Schwartz (1977)
- « Yedidut » (amitié), bulletin de l'Association amicale des Kurdes juifs israéliens pour les Kurdes musulmans du monde entier, fondée par Modehaï Zaken (en) en 1993 à Jérusalem

## Sources
1. 1 2 3 4 5 6 7 8 9 10 11 12 13 14 15 16 17 18 19 20 21 22  (en) Ora Shwartz-Be'eri, The Jews of Kurdistan : daily life, customs, arts and crafts, Jerusalem, UPNE, 2000, 271 p. (ISBN 965-278-238-6, lire en ligne), p. 25-34
2. ↑  "Irbil/Arbil" entry in the Encyclopaedia Judaica
3. ↑  Brauer E., The Jews of Kurdistan, Wayne State University Press, Detroit, 1993; Ginzberg, Louis, "The Legends of the Jews, 5th CD." in The Jewish Publication Society of America, VI.412 (Philadelphie : 1968); et http://www.eretzyisroel.org/~jkatz/kurds.html.
4. ↑  « Barsani, Asenath », sur jewishvirtuallibrary.org (consulté le 26 mars 2010)
5. ↑  D. Shai, « Changes in the oral tradition among the Jews of Kurdistan », 2008. Consulté le 7 juillet 2013.
6. ↑  Sagnic 2014, p. 11.
7. ↑  Ora Shwartz-Be'eri, The Jews of Kurdistan: daily life, customs, arts and crafts, p.18.
8. ↑  Matt Alesevich, « Les juifs kurdes d’Irak regardent l’avenir avec espoir et scepticisme », sur middleeasteye.net, 13 septembre 2017.
9. ↑  AFP, « En Irak, les Juifs sont partis mais leur héritage est toujours là », sur challenges.fr, 6 septembre 2020.
10. ↑  Ken Blady, op. cit., p. 100-101
11. ↑  Sagnic 2014, p. 3.
12. ↑  AVIVA ET SHMUEL BAR-AM, « Comment les Juifs kurdes sont arrivés et ont prospéré à Jérusalem », sur timesofisrael.com, 27 juillet 2020.

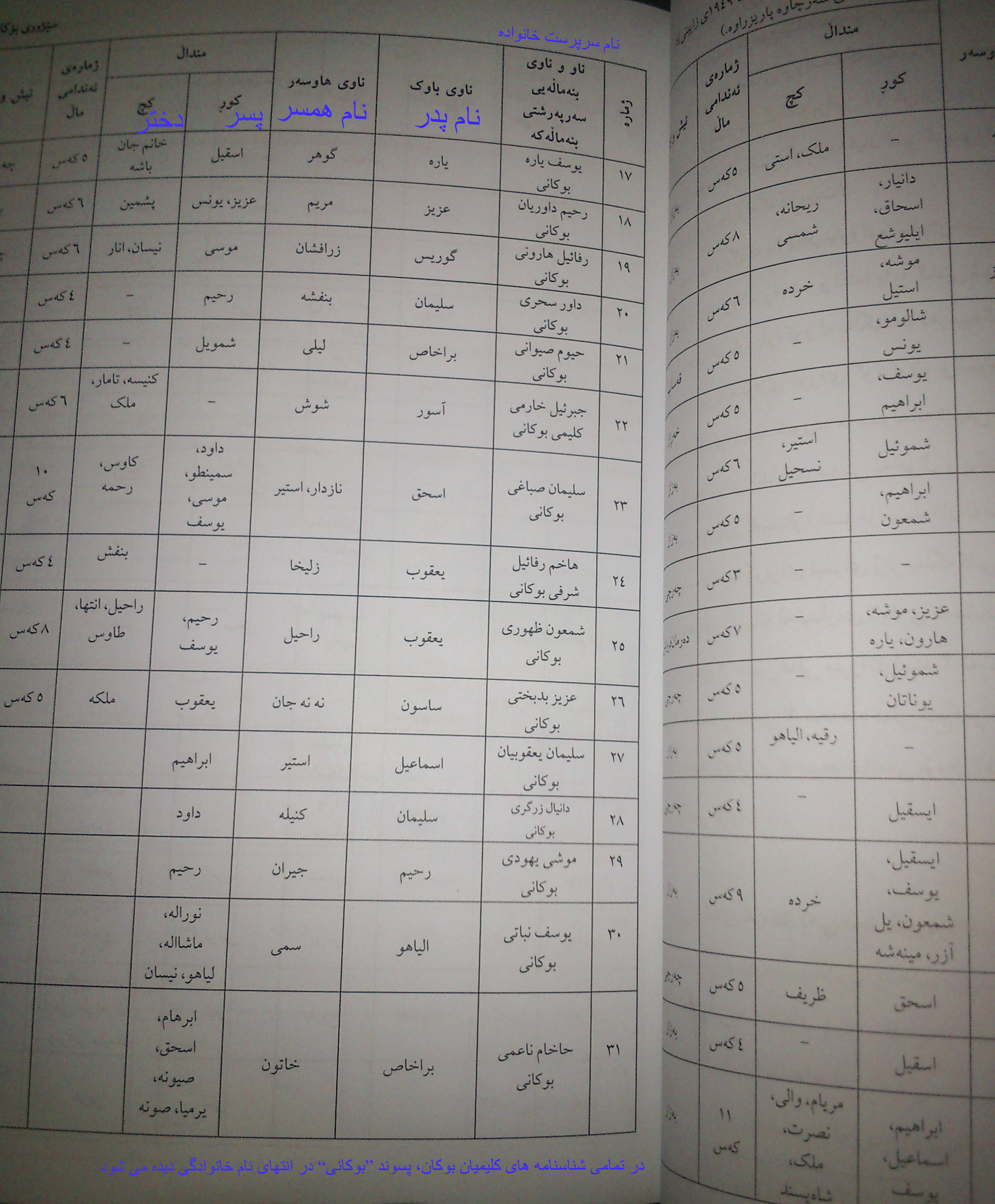
Une partie de la liste des Juifs de Boucan (dont le nom se termine par boukani, 1944

1. Asenath, Barzani, "Asenath's Petition", First published in Hebrew by Jacob Mann, ed., in Texts and Studies in Jewish History and Literature, vol.1, Hebrew Union College Press, Cincinnati, 1931. Translation by Peter Cole.
2. Yona Sabar, The Folk Literature of the Kurdistani Jews (New Haven: Yale University Press, 1982.
3. Mahir Ünsal Eriş, Kürt Yahudileri - Din, Dil, Tarih, (Juifs kurdes) En turc, Ankara, 2006
4. Hasan-Rokem, G., Hess, T. et Kaufman, S., Defiant Muse: Hebrew Feminist Poems from Antiquity: A Bilingual Anthology, Publisher: Feminist Press, 1999,  (ISBN 1-55861-223-8). (see page 65, 16th century/Kurdistan and Asenath's Petition)
5. Berkovic, S., Straight Talk: My Dilemma as an Orthodox Jewish Woman, Ktav Publishing House, 1999,  (ISBN 0-88125-661-7).